# .do
.do – domena internetowa przypisana dla stron internetowych z Dominikany. Wprowadzona w roku 1991 za przyzwoleniem Internet Assigned Numbers Authority.